# ヘンリ・トイヴォネン
ヘンリ・パウリ・トイヴォネン（Henri Pauli Toivonen、1956年8月25日 - 1986年5月2日）は、フィンランド・ユヴァスキュラ出身のラリードライバー。世界ラリー選手権（WRC）で通算3勝を挙げ、長年最年少優勝の記録を保持した。

## 概略
ヘンリ・トイヴォネンは、ラリー・フィンランドを1951年以来開催してきた都市ユヴァスキュラに生まれた。 父のパウリ・トイヴォネンも国際的に成功を収めたラリードライバーであり、1968年のヨーロッパラリー選手権でチャンピオンとなったほか、1000湖ラリー、アクロポリス・ラリー、そしてラリー・モンテカルロで優勝した経験があった。弟のハリ・トイヴォネンはのちにプロのサーキット・レーサーになった。トイヴォネンには妻と2人の子供がいた。これといった愛称はなかったが、弟のハリはヘンカと呼んでいた。
トイヴォネンは1980年のRACラリーでWRC初勝利を挙げた。この時の年齢（24歳86日）は当時の最年少優勝記録であり、この記録は2008年のラリー・スウェーデンで同郷のヤリ＝マティ・ラトバラが初勝利を挙げるまで28年にわたり更新されなかった。タルボやオペル、ポルシェ等のワークス・チームに所属した後、トイヴォネンはランチアの契約ドライバーとなった。トイヴォネンは1985年シーズンの最終戦RACラリーで2勝目を挙げ、翌1986年シーズンの開幕戦ラリー・モンテカルロでも優勝した。モンテカルロでの勝利は、父の優勝からちょうど20年後に達成されたものだった。
1986年5月2日、コルシカ島でのツール・ド・コルスをリードしていたトイヴォネンは、ランチア・デルタS4で走行中に崖下に転落する事故を起こし、コ・ドライバーのセルジオ・クレストと共に死亡した。爆発炎上した事故車両はスペースフレームを残して焼失し、事故現場に目撃者もいなかったため、事故の原因を特定するのは不可能だった。この死亡事故の直後、当時のFISA会長ジャン＝マリー・バレストルは、1987年以降のWRCにグループBのラリーカーが参加することを禁止した。
1988年から毎年開催されている「レース・オブ・チャンピオンズ（ROC）」は、ミシェル・ムートンがトイヴォネンの追悼を目的として企画したイベントであり、個人戦の優勝者には「ヘンリ・トイヴォネン・メモリアルトロフィー」が授与されている。

## 初期の経歴
トイヴォネンは5歳の時に車の運転を学び、その後レーシングカートを始めた。1977年にはフォーミュラ・Veeのフィンランド・チャンピオンとなったが、サーキットレースの安全性に対して家族が懸念を示したことから、ラリー競技に転向することとなった。トイヴォネンが使用したレーシングカートは、のちにF1のチャンピオンとなるミカ・ハッキネン（当時6歳）の両親に買い取られた。
トイヴォネンの世界ラリー選手権（WRC）初参戦は、1975年シーズンの1000湖ラリー（現在のラリー・フィンランド）である。プライベーターとしてシムカ・ラリー2で出場したが、オイルパンの故障によりSS36でリタイアした。サーキットレースでの活動と並行して、トイヴォネンは1977年の1000湖ラリーで2度目のWRC参戦を果たし、クライスラー・アヴェンジャーを駆り5位に入った。
1978年シーズンの初戦は、WRCのFIAカップ（1979年以降のドライバーズ選手権）の第2戦であるアークティック・ラリーである。トップのアリ・バタネンから3分41秒遅れの2位に入り、3位のマルク・アレン（この年のFIAカップ優勝者）には7分以上の差をつけた。その後、トイヴォネンはシトロエンで2つのWRCイベントに参加したが、どちらのラリーでも完走できなかった。続く1000湖ラリーにはプライベーター・チームのポルシェを任されて参戦したが、エンジン故障でリタイアした。RACラリーにはクライスラーで参戦し、9位で完走した。
翌1979年シーズンにはWRCの2戦に参加したが、いずれもリタイアに終わった。しかし、フィアット・131アバルトで参戦した1979年の1000湖ラリーでは、コースアウトを喫するまでトップの車と同等のペースで走行していた。これらのパフォーマンスが評価され、トイヴォネンは翌1980年シーズンにタルボのワークス・チームの契約ドライバーとして参戦することとなった。

## ワークス・チームでの経歴

### タルボ時代 (1980–81)

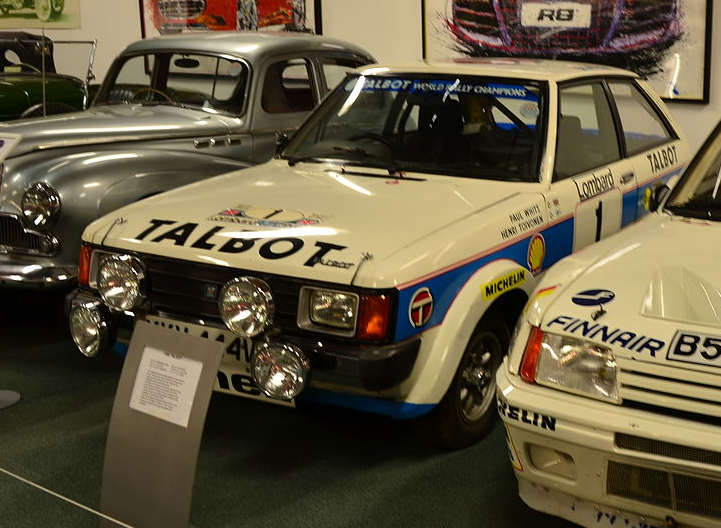
1980年のRACラリーでトイヴォネンがWRC初優勝を果たしたタルボのサンビーム・ロータス

1980年シーズン、タルボに加入したトイヴォネンはタルボ・サンビーム・ロータスを駆り、1月のアークティック・ラリーで優勝したが、WRCイベントには年間4戦のみの参戦に留まった。トイヴォネンの大胆なドライビングスタイルは多くのクラッシュを招くこととなり、多くのラリーでペースの速さに見合った結果を得ることができなかった。
成績を向上させるため、タルボ・チームはトイヴォネンのナビゲーターとして1980年シーズン中に3人の異なるコ・ドライバーを試した。この年の1000湖ラリーではSS11でクラッシュしリタイアを喫するも、続くラリー・サンレモでは5位に入賞し、11月のRACラリーではポール・ホワイトと組んで参戦、ハンヌ・ミッコラに4分以上の差をつけて勝利を収めた。RACラリーでの優勝はファンを驚かせたばかりか、当事者であるトイヴォネンとタルボ・チームにとっても予想外の出来事であった。この時点でのトイヴォネン年齢は24歳と86日であり、史上最年少のWRC優勝者となる。この記録は2008年のラリー・スウェーデンで22歳のヤリ＝マティ・ラトバラが勝利するまで更新されることはなかった。
1981年シーズンは引き続きタルボから参戦したが、グループ2規定の後輪駆動車であるサンビーム・ロータスは、グループ4車両や四輪駆動のアウディ・クワトロに対して競争力を失っていた。トイヴォネンはラリー・ド・ポルトガルとラリー・サンレモで2位に入賞したが、4度のリタイアを記録し、ドライバーズランキングでは7位に終わった。しかし、この年コンスタントに好成績を残したチームメイトのギ・フレクランの貢献により、タルボ・チームは1981年のマニファクチャラーズタイトルを獲得した。

### オペル時代 (1982–83)

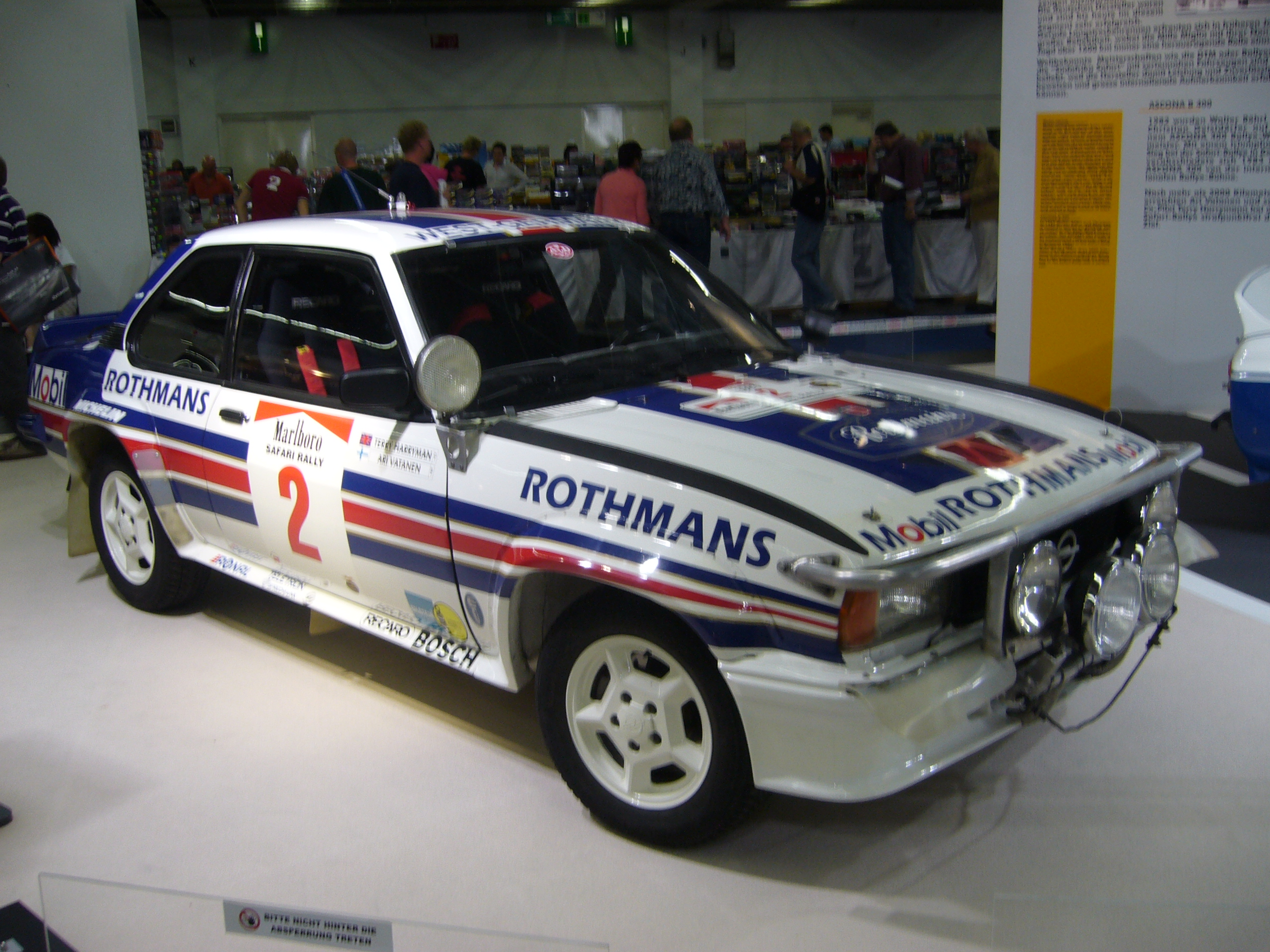
ロスマンズ・オペル・ラリーチームのオペル・アスコナ400

1982年シーズンに向けて、トイヴォネンはロスマンズがスポンサーするオペルのワークス・チームに加入した。チームメイトは1981年のWRC王者アリ・バタネン、1980年・1982年のWRC王者ヴァルター・ロール、そして1981年の英国ラリー選手権チャンピオンであるジミー・マクレー（1995年WRC王者コリン・マクレーの父）だった。
アスコナ400での初戦となったラリー・ド・ポルトガルで、トイヴォネンは残り5ステージの時点でリタイアするまで首位に立っていた。その後のシーズンでトイヴォネンが参加したWRCイベントは4戦に留まったが、そのうちアクロポリス・ラリーとRACラリーの2戦では表彰台に立った。
他方、1982年のイギリス・フォーミュラ3選手権の1戦にゲストドライバーとして参加し、ラルト・RT3を操って10位で完走したほか、この年シルバーストン・サーキットで行われたマーチF1チームのテストにも参加し、F1マシンでレギュラードライバーのラウル・ボーセルを上回るラップタイムを記録した。
1983年のWRCシーズンもトイヴォネンはオペル・チームに留まり、グループBマシンであるマンタ400をドライブしたが、マンタ400のエンジンはランチアやアウディのマシンに比べてパワーが不足していた。シーズン中、トイヴォネンは3戦でリタイアし、ラリー・モンテカルロで6位、ラリー・サンレモで4位に入賞するに留まった。
同年10月下旬にはポルシェ・956でヨーロッパ耐久選手権に参戦し、デレック・ベル/ジョナサン・パーマーと組んだムジェロでの6時間レースで3位に入賞した。

### ポルシェ時代 (1984)

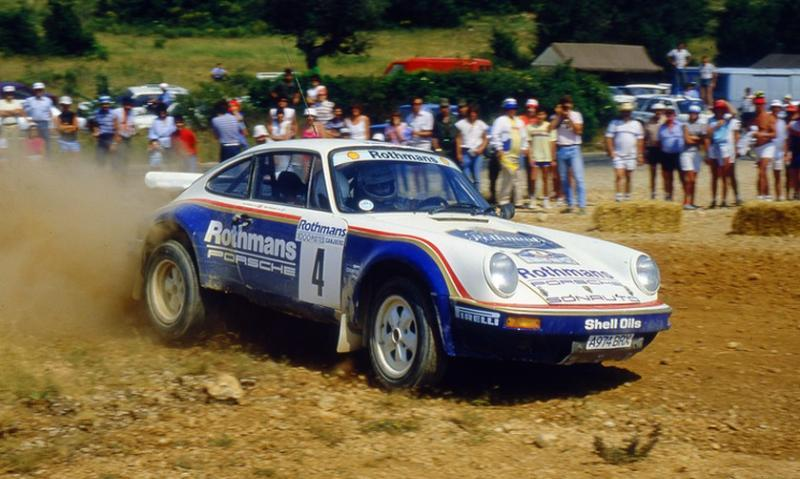
ロスマンズカラーのポルシェ・911 SC RSを操るトイヴォネン（1984年）

1984年シーズンを前にオペル・チームを離れたトイヴォネンは、ロスマンズがスポンサーするポルシェのワークス・チームと契約し、 ポルシェ・911 SC RSで1984年のヨーロッパ・ラリー選手権（ERC）に参戦することとなった。当時、ポルシェのワークス・チームはプロドライブが運営しており、その代表者であるデビッド・リチャーズはオペル時代の上司でもあった。
この年のERCでは5戦連続で優勝するなど成功を収め、ランチアのカルロ・カポネを抑えて選手権をリードしていた。しかし、シーズン途中に背中を負傷し、回復まで約2カ月の休養を要したためタイトル獲得の望みは絶たれた。数戦を欠場したトイヴォネンは。カポネに次ぐ2位でERCシーズンを終えた。
ERCと並行する形で、WRCにもランチアのワークス・チームから5戦に出場する契約を結んでいた。ラリー037での初戦となった1984年のラリー・ド・ポルトガルでは、2年前のオペルでの初戦と同様に幾度も最速タイムを記録して序盤から首位に立ったものの、最終的にはリタイアを喫した。2年前のリタイアはクラッチの故障が原因だったが、今回は自身の運転ミスによるクラッシュであった。その後アクロポリス・ラリーでもリタイアに終わったが、地元開催の1000湖ラリーでは3位に入った。なお、前述した背中の負傷により、参加予定だったラリー・サンレモとRACラリーには出場できなかった。
ラリー・サンレモの直前、マルク・アレンがランチアとの契約を更新したが、ランチア・チームを指揮するチェーザレ・フィオリオは、トイヴォネンに関しても同様の2年契約を結ぶことを希望していると明らかにした。トイヴォネンは、ランチアのフルタイムの契約ドライバーとして1985年シーズンに臨むこととなった。

### ランチア時代 (1985–86)

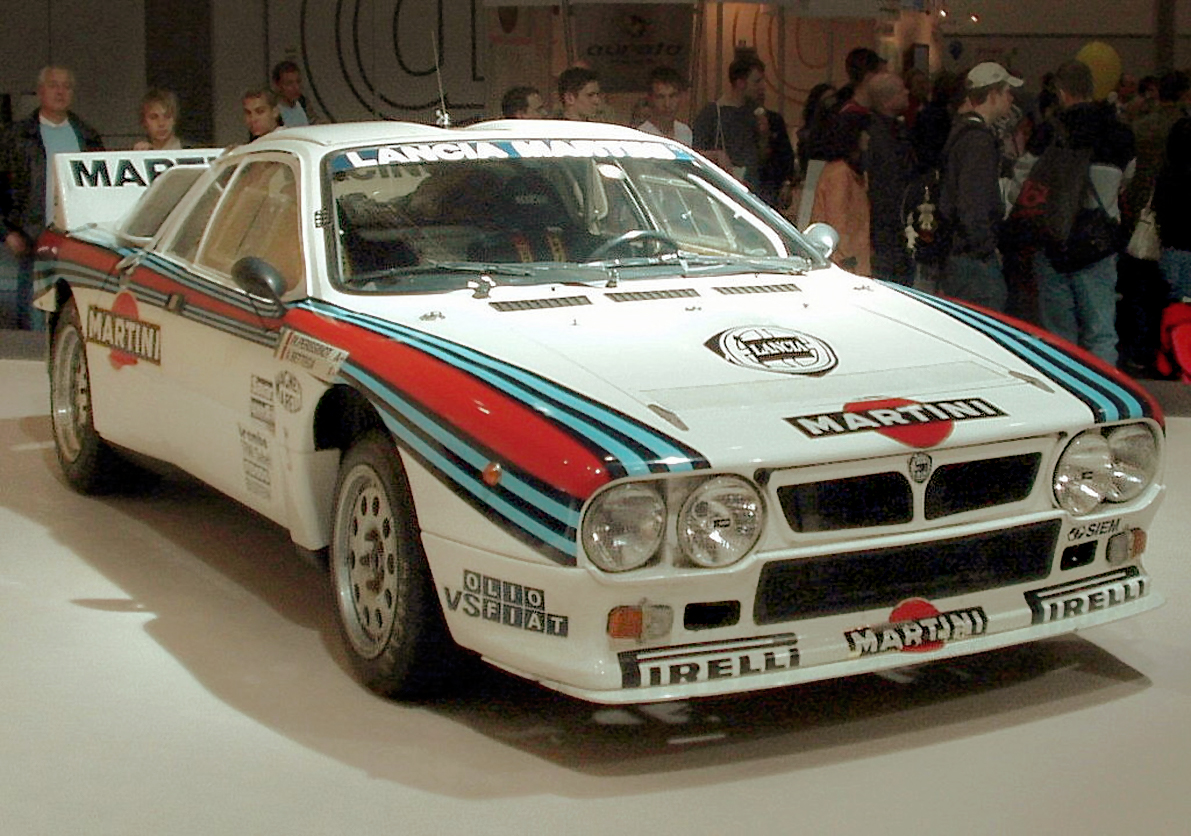
ランチア・ラリー037

1985年シーズンの序盤、ERCの1戦ラリー・コスタ・スメラルダにラリー037で出場したトイヴォネンであったが、煉瓦の壁に激突する事故を起こし、再び背中を負傷した上に首の椎骨に3箇所の骨折を負った。5月初旬のツール・ド・コルスでは、チームメイトで友人でもあったアッティリオ・ベッテガがSS4で事故を起こし死亡した。
その後、8月の1000湖ラリーで復帰を果たし、4位で完走。続くラリー・サンレモでは3位に入り、これがラリー037での最後のレースとなった。ラリー037はトイヴォネンのドライビングスタイルに合った車ではなく、性能面においても後輪駆動車かつエンジンパワーも劣っているなど、アウディやプジョーのマシンに対して大きく後れを取っていた。
シーズン最終戦のRACラリーで、ランチアはラリー037に代わる新型車「デルタS4」を実戦投入する。デルタS4はラリー037とは異なり四輪駆動であった上、スーパーチャージャーとターボチャージャーの双方を搭載（ツインチャージャー）することで、幅広い回転域において過給機の効果を得ることを可能にしていた。デルタS4はすぐさま高い競争力を発揮し、RACラリーではトイヴォネンが優勝、同じくデルタS4を駆るチームメイトのマルク・アレンも、56秒遅れで2位に入った。この年トイヴォネンが参戦したWRCイベントは4戦のみだったが、それでもキャリア最高位となるドライバーズランキング6位を記録した。

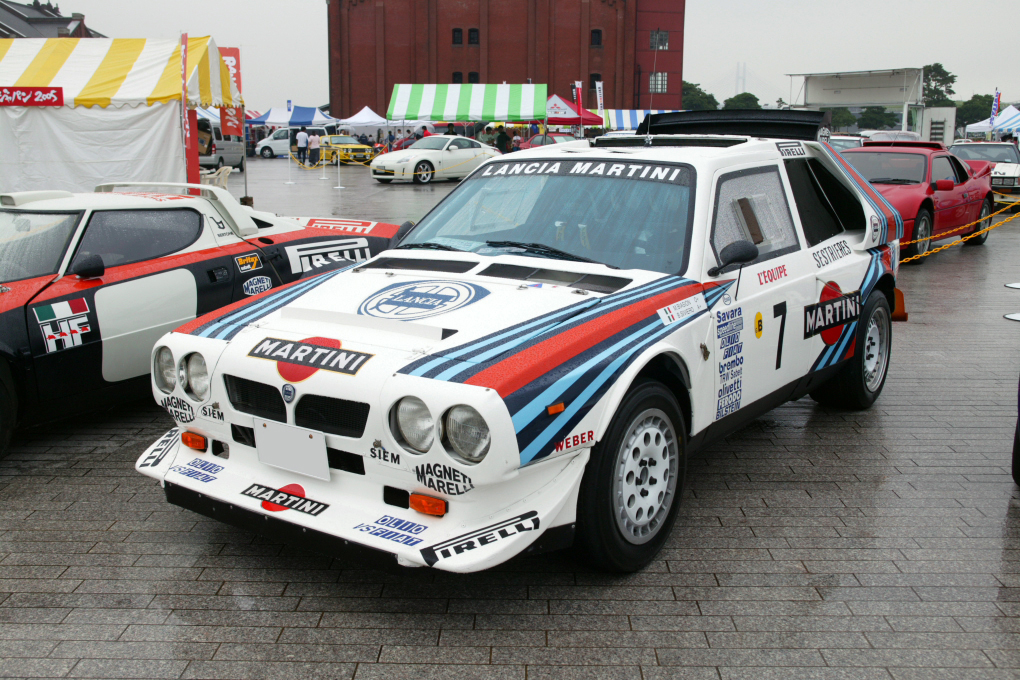
ランチア・デルタS4

1986年シーズン開幕戦であるラリー・モンテカルロでは、トイヴォネンは新たにセルジオ・クレストと組んで出場し、2位のティモ・サロネンに大差をつけて優勝した。この勝利によりトイヴォネンは有力なチャンピオン候補となったが、第2戦スウェディッシュ・ラリーでは首位走行中にエンジントラブルが発生し、リタイアを余儀なくされた。
続く第3戦ポルトガル・ラリーでは、フォード・RS200を駆るヨアキム・サントスがマシンコントロールを失って観衆に突っ込み、観客3名が死亡、30人以上が負傷するという事故が発生した。トイヴォネンは他のワークス・チームのドライバー全員と共にリタイアしたが、ランチアはこのリタイアに反対した。トイヴォネンはこの件について「ランチア・チームは勝利以外の結果を受け入れられないんだ」と語っている。
また、1986年ポルトガル・ラリー期間中の逸話として、トイヴォネンがエストリル・サーキットでデルタS4のテスト走行を行い、同年のF1ポルトガルGPでの予選6位に相当するラップタイムを記録したというものがある。のちにMTV3とESPNはこの逸話が事実であったのか否かについて調査を行い、それぞれユハ・カンクネンとチェーザレ・フィオリオの発言を引用した上で、両者ともその信憑性に懐疑的な見方を示した。2013年、レッドブル公式ウェブサイト（redbull.com）はさらなる調査を行うべく、当時のランチアWRCチームのマネージャーであるニニ・ルッソへのインタビューを行った。ルッソの伝手で得られた情報によれば、トイヴォネンはポルトガル・ラリーの数週間前にエストリルのフルサーキットでテスト走行を行っており、そこで記録されたタイムは「その2 - 3週間前にエストリルで行われたF1のテストでもトップ10に入るタイムだった」という。

## 死亡事故
1986年5月1日、WRCのシーズン第5戦ツール・ド・コルスがコルシカ島周辺の山道を舞台として始まった。この時、トイヴォネンはインフルエンザに罹患していたが、ステージ最速タイムを連発し、2位以下に大差をつけてラリーをリードした。ラリー1日目の終了後、トイヴォネンは以下のようにコメントしていた。
「今の所はすべて順調だけど、このラリーは狂ってる。トラブルが起きたら、間違いなく僕はおしまいだ」
トイヴォネンはまた、車中からのインタビューで「我々は1分30秒か40秒程度リードしているが、今大会のコース設計は異常だ。1日目だけでSSを4時間以上も走らされている。これは同年の1000湖ラリーの総走行距離を上回るものであり、我々にはこれを処理する為の頭脳が欠乏している。」と述べ、走行距離が長すぎる事や、肉体的にも精神的にも疲労が過酷である事を訴えていた。
翌5月2日のラリー2日目、第18ステージ「コルテ-タヴェルナ」の7km地点で、トイヴォネンの駆るデルタS4はガードレールのないややきつい左コーナーでコースアウトし、そのまま崖下に転落した。
転落の衝撃で運転席の真下にあったアルミニウム製の燃料タンクが破裂し、マシンは事故発生からわずか数秒の内に爆発炎上。トイヴォネンとコ・ドライバーのセルジオ・クレストには脱出する猶予もなく、両者ともシートに着席したまま死亡した。爆発によって激しい火災が発生し、ケブラー樹脂で強化したプラスチック複合材で構成されるデルタS4のボディは焼き尽くされ、原型を留めていなかった。

### 原因
事故の直接の目撃者がいなかったことで、トイヴォネンの死には常に謎がつきまとうこととなった。コースアウトの瞬間はステージの先にいた観客によって撮影されていたが、その映像から事故原因を特定するのは不可能だった。事故による黒煙に気づいたレースマーシャルは1人もおらず、ステージのフィニッシュ地点では誰も事故発生の報を受けていなかった。
しかし、トイヴォネンがスケジュール通りに到着しなかったため、ランチア・チームは何かが起きたのではないかと恐れ始めた。
ランチアのスタッフで最初に事故に気が付いたのは、ロジスティクス・スタッフとして帯同していた元コ・ドライバーのアルナウド・ベルナッツィーニであった。ベルナッツィーニは事故地点よりも前方に位置していたが、コースの先から上がる黒煙を見てトイヴォネンのS4(ナンバー#4)が事故を起こして炎上した事をすぐに察知し、SS18のスタート地点で待機していたミキ・ビアシオンのS4(ナンバー#6)に対して、無線で事故の発生とスタートの中止を呼び掛けた。ベルナッツィーニはすぐに消防車を呼ぶように叫び続け、ビアシオン車のコ・ドライバーのティツィアーノ・シビエロも、異常事態である事を察して、チーム本部に消防車を呼ぶように恐怖に震えた声で訴えた。チーム監督のチェーザレ・フィオリオは、ベルナッツィーニにトイヴォネンとクレストが車の外にいるのか否かを問い掛けたが、ベルナッツィーニは「わからない」と返答した。事態を重く見たフィオリオは、マルティーニ・レーシングの全車に対して、アジャクシオに帰投するよう命じた。ベルナッツィーニやビアシオンは事故現場へ向かったが、炎の勢いが激しく、トイヴォネンとクレストを救出する事は出来なかった。
緊急車両が事故現場に到着する頃には、風に煽られ一層燃え上がった炎を消火する以外にできることはなくなっていた。デルタS4は火災によって激しく損傷していたため、ランチアの技術者は残骸から事故原因の手がかりを得ることができなかった。後日、ヴァルター・ロールはトイヴォネンがインフルエンザを抑えるため薬を飲んでいたと証言したが、彼がコースアウトした真相は現在でも明らかになっていない。
当時の他のドライバーたちと同様に、トイヴォネンは異常にパワフルなグループBカーで限界を攻めた走りを長時間続けることへの不安を募らせていた。事故の直前には「この危険なコースにこの車はあまりにも速すぎる」と、ツール・ド・コルス特有の狭いワインディングに加え、片側は山、反対側は断崖絶壁という危険極まりないコース構成とグループBマシンの相性の悪さを訴えていた。

### 余波
トイヴォネンの事故から数時間も経たないうちに、ジャン＝マリー・バレストルと国際自動車スポーツ連盟 (FISA) は、1987年以降のWRCにおいてグループB車両の参加を禁止することを決定した。計画されていた「グループS」規定の導入もキャンセルされることになった。アウディとフォードはすぐさまグループBマシンによるレース活動から撤退したが、他のメーカーは1986年シーズン終了まで参戦を続けた。1986年のツール・ド・コルスはトイヴォネンの死の翌日から再開され、プジョー・205ターボ16を駆るブルーノ・サビーが優勝した。
ポルトガルでのサントスの事故やトイヴォネンの事故の以前から、多くのドライバーや解説者が、パワフルなグループBマシンをドライバーがコントロールできないことで生じる事故のリスクを指摘しており、FISAはグループBの危険性を認めるのが遅すぎたとして批判を受けた。一方で、FISAがグループBを廃止したのはトイヴォネンの死亡事故への過剰反応であると批判する意見もある。
ツール・ド・コルスは2019年まで開催されたが、1987年大会以降は、それまで1000kmを超えていた総走行距離が600km前後まで短縮された。また、事故の影響から最後までコルテ-タベルナのステージは使用されていなかった。事故現場の近くにはトイヴォネンとクレストへ向けた小さな慰霊碑が建てられており、今なお多くのラリー関係者およびラリーファンが訪れている。

### ハリによる証言
2013年4月22日、ヘンリの弟であるハリ・トイヴォネンは、フィンランド国営放送に対して謎が多いとされるヘンリの事故について、幾つかの新たな証言を発表した。ハリによると、信頼できる消息筋からの情報として、ヘンリの事故は「ヘンリの運転ミスではなく、アクセルペダルがフロアパネルを突き破って破孔に引っ掛かってしまった事が原因のようだ」と聞かされたという。プラスチック複合材のボディワークを極限まで薄く軽量化した事による機械的エラーで、S4のテスト段階でもクラッチペダルで同様の問題が発生し、テストドライバーの一人からはアクセルペダルで実際にそれが起きたという話をハリは聞いたという。
ハリはまた、クレストの母と妹、ヘンリのチーフメカニックのそれぞれから聞いた「一致した話」として、ヘンリは車内に閉じ込められた状態ではなく、何故か車の外で焼死していたという証言も明らかにした。ハリは「ヘンリがなぜそのような状況になったのかは分からないが、ヘンリがクレストを助けようとしなければ、今でも生きていたのかもしれない」と述べ、ハリはヘンリを評して「兄はトップドライバーであったが、同時に人として理解不能な次元に達していた事も示していた」と総括した。

## 人物
典型的なフィンランド人で、クールで生真面目な性格だったと言われている。

## サーキットレースでの活躍
ヘンリ・トイヴォネンはグラベル、ターマックのどちらでも走れるドライバーであったが、これは前述のとおりサーキットでの経験を積んだのちにラリーに進んだが故である。彼はラリーを選ぶかサーキットを選ぶかで非常に悩んだという。
トイヴォネンがイギリス・フォーミュラ3選手権にゲストドライバーとして出場した際のチーム監督エディ・ジョーダンは、トイヴォネンの走りをアイルトン・セナと比較しても「信じられないものだ」と賞賛し、トイヴォネンの死後、F1でもトイヴォネンはきっと成功していただろうと推測した。
「1986年、F1モナコGPが開催されるモンテカルロ市街地コースをランチア・デルタS4でエキシビジョン走行した際、当時の予選グリッドで6位に相当するタイムを出した」と言う噂は日本だけのようで、実際はテストでF1マシン（マーチ・821）に乗って6位グリッド並のタイムを出した事と、コースが若干違うサーキットでデルタS4で速いタイムを出した事が混同されている。

## 日本での影響
漫画家サラ・イイネス（現サライネス）は『大阪豆ゴハン』の中でヘンリ・トイヴォネンをモデルにした人物を登場させている。同作者による「水玉生活」単行本裏表紙は、ランチア・ラリー037とトイヴォネンのイラストである。

## 記録
| 年   | エントラント                     | 車両                         | 1     | 2       | 3       | 4       | 5       | 6       | 7       | 8   | 9       | 10    | 11      | 12      | 順位    | ポイント |
| ---- | -------------------------------- | ---------------------------- | ----- | ------- | ------- | ------- | ------- | ------- | ------- | --- | ------- | ----- | ------- | ------- | ------- | -------- |
| 1975 | ヘンリ・トイヴォネン             | シムカ・ラリー2              | MON   | SWE     | KEN     | GRC     | MAR     | POR     | FIN Ret | ITA | FRA     | GBR   |         |         | N/A [A] | 0        |
| 1977 | ヘンリ・トイヴォネン             | クライスラー・アヴェンジャー | MON   | SWE     | POR     | KEN     | NZL     | GRC     | FIN 5   | ITA | CAN     | FRA   | GBR     |         | - [B]   | 0        |
| 1978 | ヘンリ・トイヴォネン             | シトロエン・CX 2400          | MON   | SWE     | KEN     | POR Ret | GRC Ret |         | CAN     | ITA | CIV     | FRA   |         |         | - [B]   | 0        |
| 1978 | ヘンリ・トイヴォネン             | ポルシェ・911                |       |         |         |         |         | FIN Ret |         |     |         |       |         |         | - [B]   | 0        |
| 1978 | ヘンリ・トイヴォネン             | クライスラー・サンビーム     |       |         |         |         |         |         |         |     |         |       | GBR 9   |         | - [B]   | 0        |
| 1979 | ヘンリ・トイヴォネン             | フィアット・131アバルト      | MON   | SWE     | POR     | KEN     | GRC     | NZL     | FIN Ret | CAN | ITA     | FRA   |         | CIV     | -       | 0        |
| 1979 | トヨタ・オイル                   | フォード・エスコートRS1800   |       |         |         |         |         |         |         |     |         |       | GBR Ret |         | -       | 0        |
| 1980 | タルボ・カーズGB                 | タルボ・サンビーム・ロータス | MON   | SWE     | POR Ret | KEN     | GRC     | ARG     |         | NZL | ITA 5   | FRA   | GBR 1   | CIV     | 10位    | 28       |
| 1980 | タルボ・モーター                 | タルボ・サンビーム・ロータス |       |         |         |         |         |         | FIN Ret |     |         |       |         |         | 10位    | 28       |
| 1981 | タルボ                           | タルボ・サンビーム・ロータス | MON 5 | SWE     | POR 2   | KEN     | FRA Ret | GRC Ret | ARG     | BRA | FIN Ret | ITA 2 | CIV     | GBR Ret | 7位     | 38       |
| 1982 | ロスマンズ・オペル・ラリーチーム | オペル・アスコナ400          | MON   | SWE     | POR Ret | KEN     | FRA     | GRC 3   | NZL     | BRA | FIN Ret | ITA 5 | CIV     | GBR 3   | 7位     | 32       |
| 1983 | ロスマンズ・オペル・ラリーチーム | オペル・アスコナ400          | MON 6 | SWE     | POR     | KEN     | FRA     |         |         |     |         |       |         |         | 14位    | 16       |
| 1983 | ロスマンズ・オペル・ラリーチーム | オペル・マンタ400            |       |         |         |         |         | GRC Ret | NZL     | ARG | FIN Ret | ITA 4 | CIV     | GBR Ret | 14位    | 16       |
| 1984 | マルティニ・ランチア             | ランチア・ラリー037          | MON   | SWE     | POR Ret | KEN     | FRA     | GRC Ret | NZL     | ARG | FIN 3   | ITA   | CIV     | GBR     | 16位    | 12       |
| 1985 | マルティニ・ランチア             | ランチア・ラリー037          | MON 6 | SWE     | POR     | KEN     | FRA     | GRC     | NZL     | ARG | FIN 4   | ITA 3 | CIV     |         | 6位     | 48       |
| 1985 | マルティニ・ランチア             | ランチア・デルタS4           |       |         |         |         |         |         |         |     |         |       |         | GBR 1   | 6位     | 48       |
| 1986 | マルティニ・ランチア             | ランチア・デルタS4           | MON 1 | SWE Ret | POR Ret | KEN     | FRA Ret | GRC     | NZL     | ARG | FIN     | ITA   | GBR     | USA     | 13位    | 20       |

注
A  1973年から76年まで世界ラリー選手権はメーカータイトルだけが争われ、ドライバーズタイトルは存在しなかった。
B  1977年と78年はドライバー選手権としてFIAカップが与えられた。これにはWRCの全てのイベントが含まれず、WRC以外のイベント10が加えられた。